# Cardamom Hills
Els turons Cardamom o Cardamom Hills són unes elevacions situades a l'estat de Kerala, a l'Índia, anomenats així a causa del cultiu de la planta del mateix nom en aquestes fresques regions, així com el pebre i el cafè.
Situades al sud de l'estat, la seva altura normal és entre 650 i 1250 metres, però alguns cims arriben als 2.000 metres. Estan dividides en dues parts: Margari Alum i Kunni Alum, el segon de ménys altura i millor clima. Geogràficament, formen tres grups: la Serra Alta, al nord, els Cardamons propis al centre, i les muntanyes Pirmed al sud, conrint una àrea de 2500 km². La zona no està gaire poblada (1901: 21.589 habitants).